# 苏岛鹃鵙
苏岛鹃鵙（学名：Edolisoma sula）是山椒鸟科Edolisoma属的一种，为印度尼西亚的特有种。其自然栖息地为亚热带或热带的湿润低地森林以及亚热带或热带的湿润山地。